# Wolfgang Heinz (Kriminologe)
Wolfgang Heinz (* 23. April 1942 in Pforzheim) ist ein deutscher Kriminologe und Rechtswissenschaftler.

## Vita
Wolfgang Heinz studierte in Freiburg i.Br. Rechtswissenschaften und wurde dort 1972 mit einer Arbeit über Bestimmungsgründe der Anzeigebereitschaft des Opfers promoviert. 1975/76 erfolgte seine Habilitation mit einer Arbeit über "Kriminalstatistik – Entwicklung und Stand, Probleme und Perspektiven". Nach Tätigkeiten als Wissenschaftlicher Rat und Professor an den Universitäten Augsburg (1976) und Konstanz (1976–1978) war er von 1978 bis 1981 Professor an der Universität Bielefeld, bevor er 1981 auf den Lehrstuhl für Strafrecht mit Nebengebieten des Fachbereichs Rechtswissenschaft der Universität Konstanz berufen wurde. Im Oktober 2007 wurde Heinz emeritiert.
Seine Forschungsschwerpunkte hat Heinz im Bereich der empirischen Kriminologie und der strafrechtlichen Rechtstatsachenforschung, insbesondere der Jugendkriminologie und des Jugendstrafrechts, der vergleichenden Sanktions- und Wirkungsforschung, hier vor allem im Bereich von Diversion, der Wirtschaftskriminologie und des Wirtschaftsstrafrechts, der Kriminal- und Justizstatistik und ihrer Ergänzung durch viktimologische Erhebungen (Bevölkerungsbefragungen, Dunkelfeldforschung).
In Konstanz baute er das Konstanzer Inventar zur Sanktionsforschung und das Konstanzer Inventar zur Kriminalitätsentwicklung auf, die neben veröffentlichten auch unveröffentlichte Daten der Polizeilichen Kriminalstatistik und der justiziellen Geschäfts- und Verfahrensstatistiken kontinuierlich aufbereiten und für die Forschung verfügbar machen. Von der Bundesregierung wurde Heinz als wissenschaftliches Mitglied in das Gremium „Periodischer Sicherheitsbericht“ der Bundesregierung berufen.